# Pronkstuk
Een pronkstuk is in de heraldiek een van de buiten het wapenschild aangebrachte elementen. De pronkstukken zijn minder oud dan het schild dat de kern van de heraldiek is.
Het eerste pronkstuk dook in de dertiende eeuw op; het nieuwe model helm liet door de platte bovenkant een versiering, helmteken genaamd, toe. Ook werd de gekleurde wrong in gebruik genomen.
In de toernooien werden al gauw ook banieren meegedragen die in de wapenboeken samen met het wapen en de helm werden afgebeeld.
In de 15e eeuw deed een papieren heraldiek haar intrede. Er ontstonden wapens die alleen op papier denkbaar waren, waaronder pronkstukken als schildhouders en rangkronen.
De complexiteit van de wapens nam in de loop der eeuwen toe.

## Soorten pronkstukken
- Leus
- Devies
- Wapenmantel
- Baldakijn
- Bloemen die om het wapen worden gevlochten
- Rozenkrans (in de kerkelijke heraldiek een aanduiding van geprofeste leken.
- Palmtakken
- Cordelière
- Boomkruinen en takken
- Oriflamme, Rijksbanier of Rijksstandaard
- Wapenbanier
- Vaantjes
- Ankers
- Pilaren
- Voetstuk
- Zwaard
- Bisschopsstaf, de kerkelijke heraldiek bemoeit zich niet met het schild en geeft alleen regels voor de pronkstukken. Deze hoeden, koorden, staven en processiekruisen geven dan ook de rang van een geestelijke aan.
- Schildhouder
- Tolkstaf
- Doctorsstaf
- Ombrellino
- Troonzetel
- Verenbossen
- Pijlenbundels
- Juk
- Maarschalksstaf of baton
- Herautenstaf
- tentpaal
- Onderscheidingen
- Scepter met hand van justitie
- Scepter